# بوتي (أغنية)
بوتي (بالإنجليزية: Booty)‏، هي أغنية راقصة للفنانة الأمريكية جنيفر لوبيز إلى جانب مواطنتها إيجي أزيليا وهي الأغنية الثامنة من ألبومها، وقد كتبت وأنتجت من قبل كوري روني بالتعاون مع صاحبة العمل وغيرهم.
الفيديو المصور للأغنية يحتوي على مشاهد جريئة بما في ذلك العري والرقصات ب المؤخرة، والأغنية عموما تلقت ملاحظات إيجابية من نقاد الموسيقى والجمهور، مع الكثير من المدح في طبيعة المتعة الموجودة في الأغنية وأمكنة التصوير، ولكن عدد قليل من النقاد والمتابعين رفض مفهوم هذا المحتوى.